# Курт Расел
Курт Фогел Расел (енгл. Kurt Vogel Russell) је амерички глумац, рођен 17. марта 1951. године у Спрингфилду (Масачусетс).

## Биографија
Његови родитељи су Луис Јулија која се бавила плесом и Бинг Расел, који је познат по улози у филму Бонанца. Пореклом су из Холандије.
Глумачку каријеру Курт Расел је започео када је имао 10 година, глумећи у филму Елвиса Преслија Догодило се на светској изложби, у улози дечака. Добио је такође улогу у епизоди Острво Гилиган као дечак из џунгле. Недуго затим, потписује десетогодишњи уговор са Волт Дизни компанијом, поставши по речима Роберта Осборна, топ студијска звезда 1970тих. Раних 1970их аматерски се бавио и бејзболом. Играо је за тим Калифорнија Ејнџелс (данас Лос Анђелес Ејнџелс Анахајм), међутим тешко је повредио раме 1973. године, и поново се враћа глуми.
Номинован је за Еми награду 1979, као и за Златни глобус 1984. Познате улоге је остварио у филмовима Бекство из Њујорка, Створ, Танго и Кеш, Бекство из ЛА и многе друге.
Оженио се глумицом Сисон Хабли, коју је упознао на снимању филма Елвис 1979. године. Добили су сина 1980. којем су дали име Бостон. Брак им се распао током 1983. године, када упознаје глумицу Голди Хон, с којом је и данас у вези. С њом добија сина Вајта 1986. године. Деца Голди Хон из првог брака (са Билом Хадсоном), Оливер и Кејт Хадсон, сматрају Расела за свог оца. Живи са супругом Голди у Ванкуверу, Канада.
На телевизији је почео да глуми са 12 година у вестерн серији The Travels of Jaimie McPheeters (1963–1964). Крајем 1960-их, потписао је десетогодишњи уговор са Волт Дизни кампани где је, према Роберту Осборну, постао главна звезда студија 1970-их.
Расел је био номинован за награду Златни глобус за најбољег споредног глумца у играном филму за улогу у филму Силквуд (1983). Осамдесетих је глумио у неколико филмова режисера Џона Карпентера, укључујући и улогу Снејка Плискина у футуристичком акционом филму Бекство из Њујорка (1981), и његовом наставку Бекство из Лос Анђелеса (1996), пилота хеликоптера Р.Џ. Макгрејдија у римејку хорор филма Створ (1982), и возача камиона Џека Бартона у комичном акционом филму Велика невоља у Малој Кини (1986). Био је номинован за награду Еми за улогу у телевизијском филму Елвис (1979), такође филму режисера Карпентера.
Расел је глумио и у многим другим филмовима, укључујући Преко палубе (1987), Повратни удар (1991) Томбстоун (1993), Звездана капија (1994), Отпоран на смрт (2007), Подлих осам (2015), Чувари галаксије 2 (2017) и Било једном у Холивуду (2019). Такође се појавио у франшизи  Паклене улице , глумећи у филмовима Паклене улице 7 (2015) и Паклене улице 8 (2017).

## Младост
Рођен у Спрингфилду, Курт је син глумца Бинг Расела (1926–2003) и плесачице Луис Јулије (рођене Крон) Расел. Има три сестре, Џил, Џејми и Џоди. Расел је играо мали лигашки бејзбол током својих школских година, а наставио је да игра и за бејзбол тим у средњој школи. Завршио је средњу школу у Таузанд Оуксу 1969. године. Његов отац Бинг играо је професионални бејзбол. Његова сестра Џил мајка је бејзбол играча Мета Франка. Од 1969. до 1975. године, Курт је служио у Калифорнијској ваздушној националној гарди, а био је распоређен у 146. тактичком ваздушном крилу, тада са седиштем у Ван Најсу.

## Каријера

### 1962—1969
Глумачку каријеру Курт Расел је започео када је имао 10 година, глумећи у филму Елвиса Преслија Догодило се на светској изложби, у улози дечака, и појавио се у две додатне епизоде, које су снимљене за десетогодишњицу тада већ завршене серије Рин Тин Тин. Расел се 24. априла 1963. године, појавио у епизоди Еј-Би-Сијеве серије Our Man Higgins, у којој је Стенли Холовеј глумио енглеског батлера у америчкој породици. Расел је 1963. године глумио Питера Хала у епизоди "Everybody Knows You Left Me" Ен-Би-Сијеве медицинске драме о психијатрији Једанаест сати.
Касније је играо главну улогу у Еј-Би-Сијевој вестерн серији The Travels of Jaimie McPheeters (1963–1964). Серија је заснована на истоименом роману Роберта Луиса Тејлора, који је добио Пулицерову награду 1959. године. У 1964. године Расел се појавио у епизоди "Nemesis", Еј-Би-Сијеве серије The Fugitive у којој глуми сина полицијског потпоручника Филипа Џерарда, који је случајно отет од стране негативца, доктора Ричарда Кембла. У Ен-Би-Сијевој серији The Virginian, глумио је сироче чији је отац (Рори Калхум) био одметник који је недавно изашао из затвора и кренуо да пронађе свог сина. Расел је играо сличну улогу 1964. године као клинац по имену Паки Керлајн у епизоди "Blue Heaven" вестерн серије Мирис барута. Појавио се у пет епизода серије Daniel Boone у различитим улогама.
Са 13 година, Расел је глумио улогу дечака из џунгле у епизоди Си-Би-Есове серије Острво Гилиган, која је емитована 6. фебруара 1965. године. Појавио се и у Еј-Би-Сијевој вестерн серији The Legend of Jesse James. Године 1966. Расел је глумио 14-годишњег индијанског дечака, Греја Смоука, којег су усвојили тексашки ренџери у епизоди "Meanwhile, Back at the Reservation" Ен-Би-Сиове вестерн серије Ларедо. У причи, он ради за одметничку банду, али га ренџери узимају под своју заштиту а дечак је од помоћи када банда покуша да заузме Ларедо.
Волт Дизни је пред смрт 1966. године написао "Курт Расел" на листу папира што се сматра да су његове задње написане речи али њихово значење је остало мистерија. У јануару 1967. Расел је глумио редова Вилија Прантиса у епизоди "Willie and the Yank: The Mosby Raiders" у Дизнијевом Wonderful World of Color. Током снимања позоришног филмског мјузикла The One and Only, Genuine, Original Family Band Браће Шерман, Расел је упознао своју данашњу супругу Голди Хон. Касније су се Расел, Џеј К. Флипен и Том Трајон појавили у епизоди '"Charade of Justice" Ен-Би-Сијеве вестерн серије The Road West. У марту 1966. године појавио се у епизоди "The Challenge" Си-Би-Есове серије Изгубљени у свемиру, у којој је глумио Квана, сина планетарног владара. У Дизнијевом филму Follow Me, Boys! глумио је Едвардовог сина "Вајтија".

### 1970—1989
У 1971. години глумио је младог пљачкаша пуштеног из затвора, заједно са Џејмсом Стјуартом у филму Fools' Parade. Касније, глумио је у епизоди серије Соба 222 као идеалистички средњошколац који се маскирао у Пола Ревира да би упозорио на опасност од загађења. Недуго затим, потписује десетогодишњи уговор са Волт Дизни компанијом, поставши по речима Роберта Осборна , топ студијска звезда 1970тих. Касније је глумио у The One and Only, Genuine, Original Family Band, The Computer Wore Tennis Shoes и његовим наставцима: Now You See Him, Now You Don't (1972) и The Strongest Man in the World (1975).
Расел је, као и његов отац, играо бејзбола. Почетком 1970-их, Расел је наступао за Калифорнија ејнџелс у аматерској лиги Bend Rainbows (1971) и Вола Вола исландерсе (1972) у Краткој сезони – Класа А Северозападне лиге, а затим је остварио пласман у Класу АА Тексашке лиге 1973. године са екипом Ел Пасо сан кингс.
На једној утакмици 1973. године Расел се сударио са противничким играчем и доживео повреду рамена. Повреда га је натерала да одустане од бејзбола и да се врати глуми.
У јесен 1974. појавио се у Еј-Би-Сијевој серији Нова земља, инспирисаној истоименим шведским филмом из 1972. године. Доживела је критички промашај, са врло ниским оценама и емитовано је само шест од 13 епизода. У 1976. години Расел је глумио са Тимом Метјусоном у 15-епизодној Ен-Би-Сијевој серији The Quest. Године 1980. Расел је номинован за награду Еми у категорији Најбољег главног глумца у лимитираним серијама или специјалима за телевизијски филм Елвис.
Током 1980-их, Расел је неколико пута сарађивао са Карпентером, остваривши неке од својих најпознатијих улога, укључујући злогласног Снејка Плискина у филму Бекство из Њујорка и његовом наставку Бекство из Лос Анђелеса. Међу њиховим сарадњама био је и филм Створ (1982), заснован на роману Ко је тамо? Џона В. Кембела млађег, по коме је већ био снимљен филм у 1951. години Створ са другог света. Расел је 1986. глумио возача камиона затеченог у древном кинеском рату у филму Велика невоља у Малој Кини, који је доживео финансијски неуспех као и Створ али је он стекао култну публику. Био је номинован за награду Златни глобус за најбољег споредног глумца у играном филму за наступ у филму Силквуд (1983).

### 1990—данас
Расел је глумио потпоручника Стефена "Була" МекКафреја у филму Повратни удар (1991), Вајата Ерпа у Томбстоуну (1993) и пуковника Џека О’Нила у војном научнофантастичном филму Звездана капија (1994). Глумио је Херба Брукса, тренера америчког олимпијског хокејашког тима, у филму Чудо (2004), за коју је добио похвале од критичара. "На много начина "Чудо" припада Курту Раселу", написала је Клаудија Пвиг за USA Today. Роџер Иберт из Чикаго сан тајмса написао је: "Расел овде стварно глуми." Елвис Мичел из Њујорк тајмса написао је: "Сналажљиви и дубоки перформанс господина Расела дају Чуду неколико поветарца свежег ваздуха. "
Расел је глумио злобног Каскадера Мајка у филму Квентина Тарантина Отпоран на смрт. Након што је римејк филма Бекство из Њујорка најављен, Расел наводно није био задовољан избором Џерарда Батлера за улогу Снејка Плискена, зато што сматра да је лик 'истанчно [...] амерички.'
Расел се појавио у бејзболском филму The Battered Bastards of Baseball, документарцу о свом оцу и Портланд Мавериксима, који је премијерно приказан на Филмском фестивалу Санденс у 2014. години. Глумио је у акционом трилеру Паклене улице 7 2015. године.
Дана 4. маја 2017. године, Расел и Голди Хон добили су звезде на Холивудској стази славних за њихова филмска достигнућа, а налазе се на 6201 Холивуд булевару.

## Приватни живот
Расел се оженио глумицом Сисон Хабли, коју је упознао током снимања филма Eлвис 1979. године, са којом има сина Бостона (рођен 16. фебруара 1980). Након развода од Хаблијеве 1983. године, Расел је започео своју везу са Голди Хон, а заједно са њом глумио је у Swing Shift и Overboard а претходно су се заједно појавили у филму The One and Only, Genuine, Original Family Band у 1968. години. Имају сина Вајта (рођен 10. јула 1986), и поседују куће у Ванкуверу, Сноумас Вилиџу, Менхетну, Брентвуду и Палм Дезерту. Голдина ћерка из њеног првог брака са Билом Хадсоном, глумица Кејт Хадсон, сматра Расела за свог оца.
Расел је либертаријаниста. Цитиран је 1996. године у Торонто сану: " Одгајан сам као републиканац, али када сам схватио да на крају дана нема велике разлике између демократе и републиканца, постао сам либертаријаниста." У фебруару 2003. године Расел и Хон су се преселили у Ванкуверу, како би њихов син могао да игра хокеј.
Расел је ловац и одлучни поборник права на оружје, и изјавио је да контрола оружја неће умањити тероризам. Такође је приватни пилот са ФАА лиценцом, и почасни је члан хуманитарне ваздухопловне организације Крила наде.

## Филмографија
| Улоге Курта Расела |                            |               |                            |          |
| Година             | Српски назив               | Изворни назив | Улога                      | Напомена |
| 1963.              |                            |               |                            |          |
| 1966.              |                            |               |                            |          |
| 1967.              |                            |               |                            |          |
| 1968.              |                            |               |                            |          |
| 1968.              |                            |               |                            |          |
| 1968.              |                            |               |                            |          |
| 1969.              |                            |               |                            |          |
| 1971.              |                            |               |                            |          |
| 1971.              | Парада луђака              |               |                            |          |
| 1972.              |                            |               |                            |          |
| 1973.              |                            |               |                            |          |
| 1973.              |                            |               |                            |          |
| 1975.              |                            |               |                            |          |
| 1976.              |                            |               |                            |          |
| 1980.              |                            |               |                            |          |
| 1981.              | Бекство из Њујорка         |               | Снејк Плискин              |          |
| 1981.              | Лисица и пас               |               |                            |          |
| 1982.              | Створ                      |               | Р. Џ. Макреди              |          |
| 1983.              | Силквуд                    |               |                            |          |
| 1986.              | Велике невоље у малој Кини |               |                            |          |
| 1986.              |                            |               |                            |          |
| 1987.              |                            |               |                            |          |
| 1988.              | Зора за очајника           |               |                            |          |
| 1989.              | Танго и Кеш                |               |                            |          |
| 1991.              | Повратни удар              |               |                            |          |
| 1992.              | Незаконити улазак          |               |                            |          |
| 1992.              |                            |               |                            |          |
| 1993.              | Тумстоун                   |               | Вајат Ерп                  |          |
| 1994.              | Звездана капија            |               |                            |          |
| 1996.              | Коначна одлука             |               |                            |          |
| 1996.              | Бекство из ЛА              |               | Снејк Плискин              |          |
| 1997.              | Слом                       |               |                            |          |
| 1998.              | Војник                     |               |                            |          |
| 2001.              | 3000 миља до Гресленда     |               |                            |          |
| 2001.              | Небо боје ваниле           |               |                            |          |
| 2002.              |                            |               |                            |          |
| 2002.              | Тамно плава                |               |                            |          |
| 2004.              |                            |               |                            |          |
| 2005.              | Школа за суперјунаке       |               | Стив Стронгхолд / Командир |          |
| 2005.              |                            |               |                            |          |
| 2006.              | Посејдон                   |               |                            |          |
| 2007.              | Отпоран на смрт            |               | „Каскадер Мајк”            |          |
| 2015.              | Коштани томахавк           |               | шериф Френклин Хант        |          |
| 2015.              | Паклене улице 7            |               | Господин Нико              |          |
| 2015.              | Подлих осам                |               | Џон Рут                    |          |
| 2016.              | Пакао на хоризонту         |               | Џими Харел                 |          |
| 2017.              | Паклене улице 8            |               | Господин Нико              |          |
| 2017.              | Чувари галаксије 2         |               | Иго                        |          |
| 2019.              | Било једном у Холивуду     |               | Ренди                      |          |